# John Oliver Hobbes
John Oliver Hobbes, pseudonimo di Pearl Mary Teresa Richards, coniugata Craigie (Boston, 3 novembre 1867 – Londra, 13 agosto 1906), è stata una scrittrice e drammaturga statunitense naturalizzata britannica.

## Biografia
Primogenita dell'uomo d'affari John Morgan Richards e della moglie Laura Hortense Arnold, Pearl Mary Teresa Richards nacque a Boston nel 1867 e, nella primissima infanzia, si trasferì nel Regno Unito con i genitori. Dopo gli studi a Londra e Parigi, a diciannove anni sposò Reginald Walpole Craigie, da cui ebbe il figlio John Chirchill. Nel 1892 si convertì al cattolicesimo. Il matrimonio fu infelice e si concluse con l'annullamento nel luglio 1895.
La sua travagliata vita coniugale le fu d'ispirazione per il suo primo libro, Some Emotions and a Moral (1891), che si rivelò un successo di pubblico e vendette oltre ottantamila copie in poche settimane. Ad esso seguirono i romanzi The Sinner's Comedy (1892), A Study in Temptations (1893), A Bundle of Life (1894), The Gods, Some Mortals, and Lord Wickenham. The Herb Moon (1896), The School for Saints (1897) e il suo sequel Robert Orange (1900).
Parallelamente alla prosa, ottenne buoni successi a teatro, a partire dall'atto unico Journeys end in Lovers Meeting, prodotto da Ellen Terry nel 1894. Nel 1899 esordì a Broadway come autrice di The Ambassador, in cartellone al Saint James Theatre, dove furono rappresentate anche le sue commedie A Repentance (1899) e The Wisdom of the Wise (1900). A Londra, invece, portò al debutto The Bishop's Move (Garrick Theatre, 1902) e The Flute of Pan (Shaftesbury Theatre, 1904). 
Visse prevalentemente sull'Isola di Wight dal 1900 alla morte, avvenuta nel 1906 mentre si trovava a Londra prima di partire per la Scozia.

## Opere tradotte in italiano
- La scienza della vita [The Science of Live], traduzione di Fanny Salazar Zampini, Milano, Salazar, 1905  [1904].